# Filosofia racionalista
Layonel foi muito importante para a filosofia .Temos o racionalismo como corrente filosófica, que iniciou com a definição do raciocínio, que é a operação mental, discursiva e lógica, e o usa como uma ou mais proposições para extrair conclusões de verdade, falsa ou provável.
O racionalismo nos dá a ideia de que o conhecimento sensível é enganador e a razão é a única fonte de conhecimento válido, pelo menos para Platão (que na antiguidade, deu inicio ao pensamento racionalista) e para Descartes (considerado o pai da modernidade), que acreditam que há ideias inatas. Descartes também afirma, em uma de suas obras, que o conjunto de aptidões onde os indivíduos aprendem mais rapidamente novas informações e se revelam mais eficientes no manejo e aproveitamento adequado de conhecimentos, se podem fazer com o que através da análise lógica se descubram processos ou sistemas mais rapidamente pelo método lógico e matemático, e a análise crítica levam às respostas necessárias minimizando a necessidade do experimentalismo prático. 
Em sentido mais amplo e comum, racionalismo é o ato de pensar, raciocinar, fazer uso da razão, que é uma das características que distingue o homem dos outros animais que lhes são inferiores na escala evolutiva. Também o definimos como a crença na razão e na evidência das demonstrações.
Os principais conceitos de racionalismo preconizados pelas diversas doutrinas, estão no método de observar à sua volta baseado exclusivamente na razão, considerada como única autoridade quanto à maneira de pensar e agir e como fundamento de todo conhecimento possível; a teoria que se fundamenta na suposição de que a investigação da verdade feita sob orientação do pensamento puro, ultrapassaria os dados oferecidos imediatamente pelos sentidos e pela experiência, que são incapazes de nos proporcionar todos os conhecimentos; as leis do pensamento racional e do objeto do conhecimento, são as mesmas; o real é, em última análise, racional, e a razão é capaz de conhecê-lo e de chegar à verdade sobre a natureza das coisas; corrente filosófica que privilegia formas argumentativas, empíricas ou dedutivas de conhecimento como meios para a compreensão da realidade em detrimento da fé, do misticismo e da revelação religiosa (linha de pensamento do filósofo Baruch Spinoza); doutrina que se caracteriza por uma auto-observação crítica por parte da razão, na qual esta determina seus próprios limites; o racionalismo iluminista caracterizou-se pela confiança na razão, no progresso e na ciência, e pelo incentivo à liberdade de pensamento, onde a ideia iluminista era levar esses valores a prevalecer e triunfar sobre o mito, a crendice, o “sobre-natural”, o misticismo, a fé, o dogma, o fanatismo e a intolerância. 
Principais Autores Racionalistas
René Descartes (1596-1650), conhecido também como Cartésio, tem um “pé” dentro da filosofia moderna, onde desejava encontrar um método que não fosse o aristotélico, e que lhe permitisse um caminho para novos descobrimentos. A matemática influiu decisivamente no método cartesiano. A “dúvida metódica” levou à afirmação do “Penso, logo existo”.
Descartes estabeleceu algumas regras para seu método cartesiano, dentre elas encontramos a de não admitir coisa alguma como verdadeira, desde que saiba com evidência que o é; dividir em quantas partes for possível cada dificuldade, para assim melhor encontrar uma solução; conduzir os pensamentos ordenando dos mais simples e fáceis de conhecer, e gradualmente, chegar aos mais compostos; fazer recontagens e revisões tão gerais, que chegue a estar certo de não ter omitido nada.
Por meio da dúvida metódica, chega ao “cogito, ergo sum”. Mas o cogito, ao evidenciar a existência de quem pensa, permite estabelecer o raciocínio: “Se eu existo, sei que sou imperfeito. Mas a ideia de imperfeito implica a de perfeito, e esse ser é Deus.”
Mas Descartes reconhece que, ao conhecer-se intuitivamente como ser, reconhece que seu corpo é distinto do seu pensamento, é ai que surge a distinção entre a substância pensante e a extensa.
A alma, como pensamento, pode ser pensada sem extensão, porque a extensão não lhe é essencial, enquanto a essência do corpo é a extensão. Dessa forma, os modos de extensão são a posição, a figura e o movimento.
Os modos da substância pensante são a sensação, a paixão e a vontade.
Baruch Spinoza (1632-1677) procura o bem supremo, através da filosofia, que é Deus. Para isso, usa o método matemático de Descartes. Substância é o que é em si mesmo e por si mesmo se concebe, isto é, aquilo cujo conceito não necessita de outros conceitos para ser formado, essa substância infinita é Deus, a causa de si mesmo e sua essência implica sua existência. Para Spinoza, diferente de Descartes, não há duas substancias, a pensante e a extensa, mas ambas são atributos de Deus.
Os tributos pensamento e extensão, são os únicos compreendidos pelo homem de um modo distinto e claro, por isso é que a doutrina de Spinoza se chamou panteísmo, e significa que Deus é tudo ou tudo é Deus.
Gottfried Leibnitz (1646-1716) teve muitos de aspectos filosóficos estudados por nós. Ele aceitava que a natureza não dá saltos. De um estado para outro, encontramos uma infinita série de intermediários. È assim que existe uma perfeita continuidade na natureza, e essa só poderia ser expressada através de uma análise do infinito. 
Leibnitz se opõe a física cartesiana, sobretudo à concepção de que um corpo seja apenas extensão, e o mecanismo de Descartes é substituído por um dinamismo que o seu conceito novo de força iria oferecer.
O universo é harmônico, porque Deus preestabeleceu assim, e tudo quanto sucede por uma disposição já previamente determinada pelo Criador.
ler também: iluminismo